# کالج رادیولوژی آمریکا

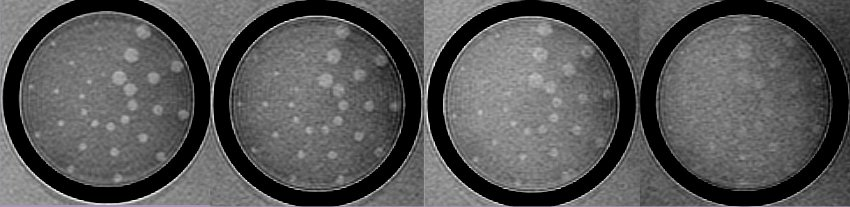
تصویر یک فانتوم آزمون برای سنجش کنتراست پایین سیستم ام آر آی برای گرفتن سند اعتبار تخصصی توسط سازمان ای سی آر

کالج رادیولوژی آمریکا (به انگلیسی: American College of Radiology) معروف به ACR تأسیس ۱۹۲۴ یک سازمان نیمه دولتی و از بزرگ‌ترین سازمان‌های حرفه‌ای آمریکا در زمینۀ دانش رادیولوژی است.
این انجمن در سال ۲۰۱۴ بیش از ۳۷۰۰۰ عضو داشت، و مرکز آن در ویرجینیا است.
این سازمان در کسب مجوز یا سند اعتبار تخصصی (accreditation) بخش رادیولوژی موسسات یا بیمارستان‌های آمریکا و کانادا و برخی کشورهای دیگر نقش مهمی را ایفا می‌کند.